# Евсевия
Вижте пояснителната страница за други личности с името Евсевия .
Флавия Аврелия Евсевия (Евсебия) (на латински: Flavia Aurelia Eusebia) e втората съпруга на император Констанций II. От 353 година тя е императрица на Римската империя.

## Биография
Тя е родена в Солун и е македонка. Дъщеря е на военачалника Флавий Евсевий (консул в 347 година). Расте заедно с братята си Евсевий и Хипаций в Солун и получава добро образование особено по литература.
Евсевия е много красива и се омъжва през началото на 353 година за император Констанций II. За сватбата си тя е взета заедно с майка ѝ с красива кавалкада от Солун. Тя има голямо влияние върху императора и помага в кариерата на братята си след нейната сватба. През 354 година посещава за пръв път Рим. През 356 година е отново в Рим и през 357 година присъства на тържествата на нейния съпруг по случай победата му над Магненций.
Евсевия няма деца. Умира след болест и е погребана в Константинопол. Не получава титлата августа. Тя e арианка.